# ان هاسبروک
ان هاسبروک (انگلیسی: Ann Haesebrouck؛ زادهٔ ۱۸ اکتبر ۱۹۶۳) قایقران روئینگ اهل بلژیک است.